# Pinus amamiana
Pinus amamiana Kodz., 1863, è una specie di pino, appartenente alla famiglia delle Pinaceae, originaria delle isole giapponesi Yakushima e Tanegashima.

## Etimologia
Il nome generico Pinus, utilizzato già dai latini, potrebbe, secondo un'interpretazione etimologica, derivare dall'antica radice indo-europea *pīt = resina. Il nome specifico amamiana ricorda l'antica popolazione indigena degli Amami che abitava nelle isole Ryūkyū.

## Descrizione

### Portamento
Albero alto fino a 30 m con tronco che può raggiungere 2 m di diametro; i rami, di colore grigio-marrone, sono pubescenti da giovani, poi glabri. I catafilli sono di forma ovata o largamente lineare, lunghi 2-7 mm, embricati, rosso-marroni, decidui.

### Foglie
Le foglie sono aghiformi, fascicolate in gruppi di 5, di colore verde-giallo, lunghe 3-8 cm, con stomi solo nelle due facce interne e 3 canali resinali (2 abassiali ai margini, 1 mediano adassiale).

### Fiori
La fioritura avviene nel mese di maggio.

### Frutti
Le pigne, lunghe 5-7 cm e larghe 3-4 cm, dal peduncolo corto, di colore rosso-marrone, sono ovoidali. I macrosporofilli sono legnosi, obovati-orbicolari, lunghi fino a 2 cm. I semi sono di colore grigio-nero, lunghi 10-12 mm e con una rudimentale parte alata.

### Corteccia
La corteccia è inizialmente liscia e di colore marrone-grigio, poi con il tempo assume colore grigio-nero e tende a sfogliarsi in scaglie sottili.

## Distribuzione e habitat
Si rinviene ad altitudini comprese tra 50 e 900 m su suoli rocciosi, in spazi aperti e scarsamente vegetati.

## Tassonomia
Per decenni taxon considerato varietà biologica di P. armandii, è ormai accettato dalla comunità scientifica il rango di specie autonoma, tra l'altro apparentata con P. morrisonicola e P. parviflora (Frankis 1989). Studi genetici effettuati nel 2004 da Kanetani et al hanno confermato la distanza genetica con le due varietà biologiche di P. armandii; non solo, gli studi non hanno evidenziato differenze genetiche tra le due popolazioni di P. amamiana ubicate nelle isole di Yakushima e Tanegashima.

## Usi
In passato il suo legno veniva utilizzato localmente in edilizia, carpenteria e per la realizzazione delle canoe dei pescatori. Viene considerata specie rara in orticoltura, ma probabilmente la sua presenza in giardini e orti botanici pubblici e privati risulta sottostimata in quanto per decenni considerata varietà di P. armandii.

## Conservazione
Specie protetta nelle due isole dove vegeta, le 4 subpopolazioni in totale annoverano poche migliaia di esemplari fertili e maturi, con un areale primario di 50 km² e un areale secondario di 600 km². Nonostante le politiche di conservazione, rimane ancora un'importante minaccia per la specie, afflitta dai nematodi dei pini; per questo motivo viene classificata come Specie in pericolo nella Lista rossa IUCN.